# Vinön
Vinön är Hjälmarens största ö och ingår i det öst-västliga band av öar, skär och undervattensgrund som avgränsar Södra Hjälmaren från resten av Storhjälmaren. Vinön ligger i Lännäs socken i Örebro kommun och län, har en yta på ungefär 4,5 km² och är cirka 10 km i omkrets. Ön har ett hundratal bofasta invånare.
År 1990, men inte 1995, fanns tillräckligt många invånare i Vinöns samhälle för att det skulle klassas som en småort av SCB. Mellan 2015 och 2020 avgränsade SCB här åter en småort.

## Beskrivning
Trafikverkets 5 km långa färjelinje, Vinöleden, förbinder ön med Hampetorp invid Riksväg 52 på södra hjälmarstranden. 
Huvudnäringen på ön har alltid varit fiske, följt av jordbruk. I Örebro är vinögös, vinöpotatis och vinögurka sedan mycket länge välkända begrepp. Från 2004 ligger Sjöräddningssällskapets Räddningsstation Hjälmaren på Vinön.
Vinöns Värdshus, Vinöns Café, Örtboden med flera små företagare tar emot grupper och enskilda besökare.

## Historik
Befolkningen var i början av 1900-talet ungefär 300 personer, huvudsakligen fiskare, innan kräftpesten drabbade Hjälmaren 1908-09 och utrotade hela beståndet av flodkräftor.
Ångbåtarna mellan Örebro och Stockholm gjorde då ofta uppehåll utanför Vinön för att lasta ombord kräftor och gös som sedan såldes i huvudstaden.
Hjälmarkräftor var till och med kända nere på kontinenten. Örebroförfattaren Hjalmar Bergman blev både förvånad och stolt när han blev serverad "Hyalmare krebs" i Wien.